# Canthigaster punctata
Canthigaster punctata es una especie de peces de la familia Tetraodontidae en el orden de los Tetraodontiformes.

## Hábitat
Es un pez de mar de clima tropical y asociado a los  arrecifes de coral que vive hasta los 92 m de profundidad.

## Distribución geográfica
Se encuentra al oeste del Índico (10 ° 23'S, 61 ° 40'E).

## Observaciones
Es inofensivo para los humanos.